# معبد شینتویی

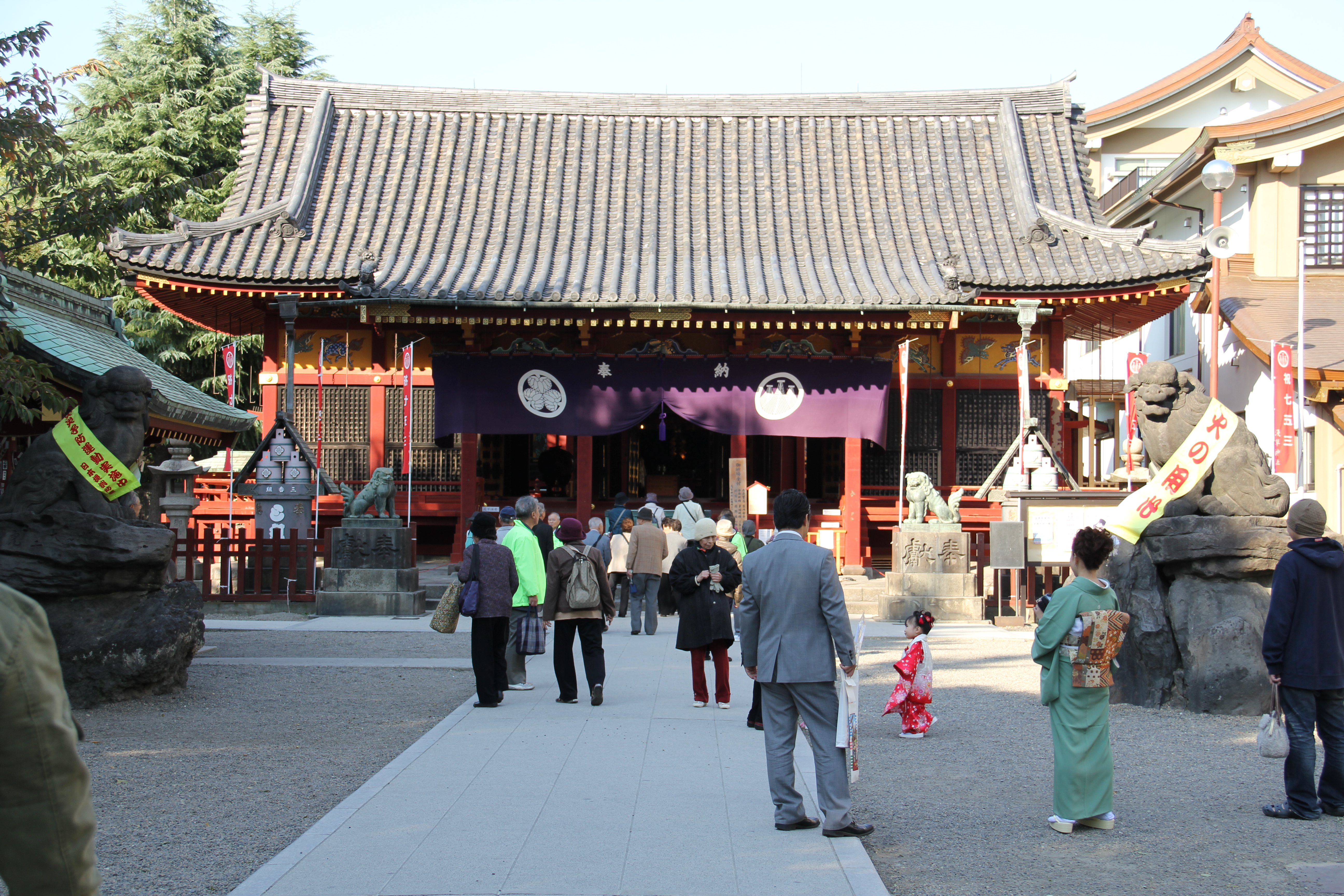
معبد آساکوسا.

معبد شینتویی یا جینجا (به ژاپنی: 神社 Jinja) به زیارتگاه‌های دین شینتو گفته می‌شود. هدف اصلی در ساخت یک زیارتگاه شینتویی آن است که اقامتگاهی برای یک یا چند کامی باشد و مکانی باشد که در آنجا بتوان به کامی خدمت کرد؛ بدین معنی که آن را مطابق اعتقادات و رسوم شینتویی عبادت کرد. این زیارتگاه‌ها برای گسترش اعتقاد شینتویی یا آموزش تعالیم این دین ساخته نمی‌شوند. هر چند که این دو نیز موضوعی بسیار مهم هستند.

## موقعیت محلی
موقعیت جغرافیایی یک زیارتگاه صرفاً بر پایهٔ پیدا کردن یک قطعه زمین خالی نیست؛ به عنوان یک قاعدهٔ کلی، زیارتگاه‌ها به نحوی با طبیعت اطراف خود ارتباط دارند. آنها، به عنوان مثال، به خاطر وجود یک درخت خاص، یا یک باغ، صخره، غار، کوه، رودخانه، یا ساحل مخصوصی، در محل خاصی قرار گرفته‌اند، یا به خاطر رابطه‌ای نزدیک با یک خاندان قدیمی، شاید هم به خاطر اولین فردی که به این منطقه وارد شده و آن را به روی دیگران گشوده‌است. بسیاری از زیارتگاه‌ها به دلیل رشد جمعیت در مناطق مرکز شهرها، به دلایلی غیرقابل کنترل، زیبایی طبیعی اولیهٔ خویش را از دست داده‌اند، اما در این موارد نیز هر نوع تلاشی به عمل می‌آید که در آن‌ها زیبایی طبیعی خاصی به وجود آید که بتواند در اذهان زائران معبد احساس رازآلودی را از نزدیکی به جهان ناپیدای الهی و به طبیعت القاء کند.

## نقشه حرم

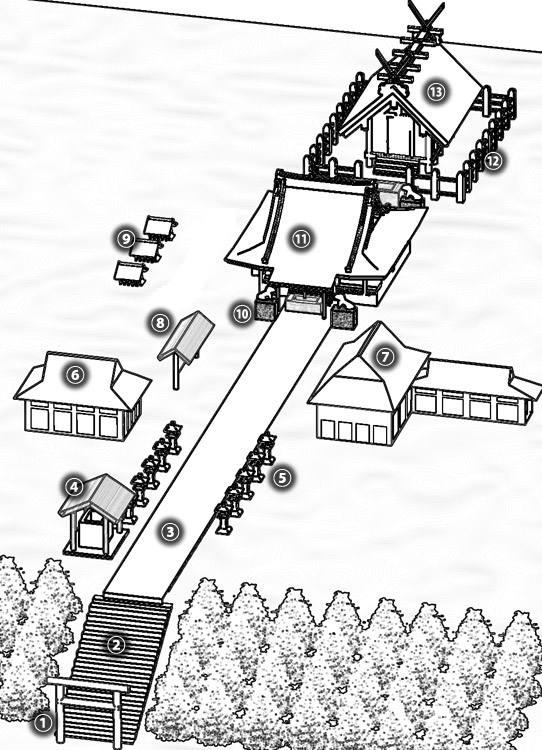
طرح یک معبد شینتویی.

جز موارد استثنایی یک زیارتگاه در ساده‌ترین صورت خود شامل دو جزء است. یکی محوطهٔ کاملاً درونی برای جای دادن شین‌تای (کالبد مقدس کامی) و دیگری محوطه‌ای در جلوی آن برای اهدای نذورات است که این محوطهٔ جلویی می‌تواند در داخل ساختمان زیارتگاه یا بیرون آن باشد. قبل از حرم زیارتگاه یک جعبه یا صندوق نذورات قرار گرفته‌است. درست بالای این صندوق هم در بعضی از زیارتگاه‌ها یک زنگ بزرگ نصب شده‌است که یک طناب ضخیم برای زدن زنگ به آن متصل است.
1. توری (به ژاپنی: 鳥居 Torii) :جز در موارد استثنایی مانند زیارتگاه‌های کوچک کنار معابر، ورودی همهٔ زیارتگاه‌های شینتویی با یک یا چند ستون دروازهٔ توری مشخص می‌شود.
2. پله‌های سنگی
3. ساندو (به ژاپنی: 参道, Sandō): به جاده یا راه باریک منتهی به یک زیارتگاه گفته می‌شود.
4. تمیزویا (به ژاپنی: 手水舎, temizuya) یا چوزویا:به جای تطهیر و شستشو در مسیر راه زیارتگاه گفته می‌شود.
5. تورو (به ژاپنی: 灯籠, Tōrō):
6. کاگورا-تن (به ژاپنی: 神楽, Kagura-Ten): جایگاهی است که به اجرای مراسم کاگورا اختصاص داده شده‌است.
7. ساموچو:
8. اما (به ژاپنی: 絵馬 Ema):
9. ستسوماتسوشا (به ژاپنی: 摂末社, Setsumatsusha):
10. کومااینو (به ژاپنی: 狛犬・胡麻犬, Komainu) :به مجسمه‌های سگ یا شیری گفته می‌شود که روی سکو یا پله‌ای در دو طرف اولین توری معبد یا در طول راهروی ورودی قرار گرفته‌اند.
11. هایدن (به ژاپنی: 拝殿, Haiden):به سالن مخصوص دعا و عبادت گفته می‌شود که معمولاً در جلوی محراب اصلی قرار گرفته‌است.
12. تاماگاکی (به ژاپنی: 玉垣, Tamagaki):
13. هوندن (به ژاپنی: 本殿, Honden):

## نمادهای الوهیت
سمبول و نماد حضور کامی در زیارتگاه یک شی مقدس به نام شین‌تای (کالبد مقدس کامی) است. وقتی این شی مقدس حاضر باشد، ورود به محوطهٔ حرم داخلی زیارتگاه ممنوع است.

## نگارخانه

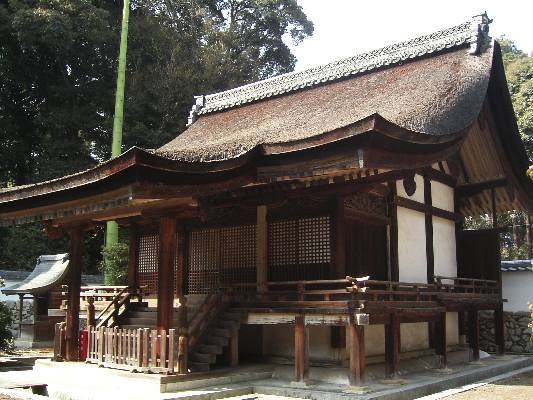
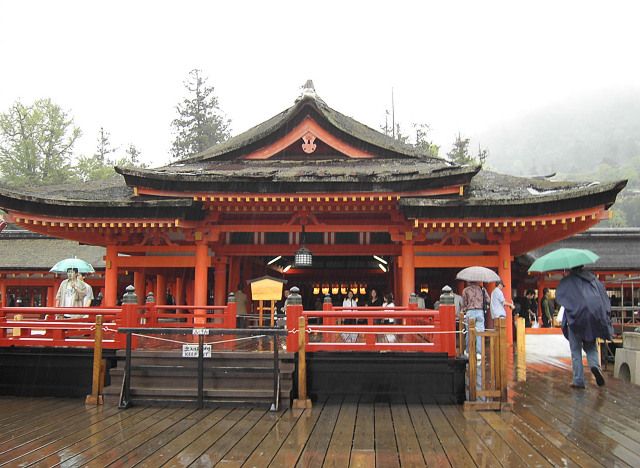
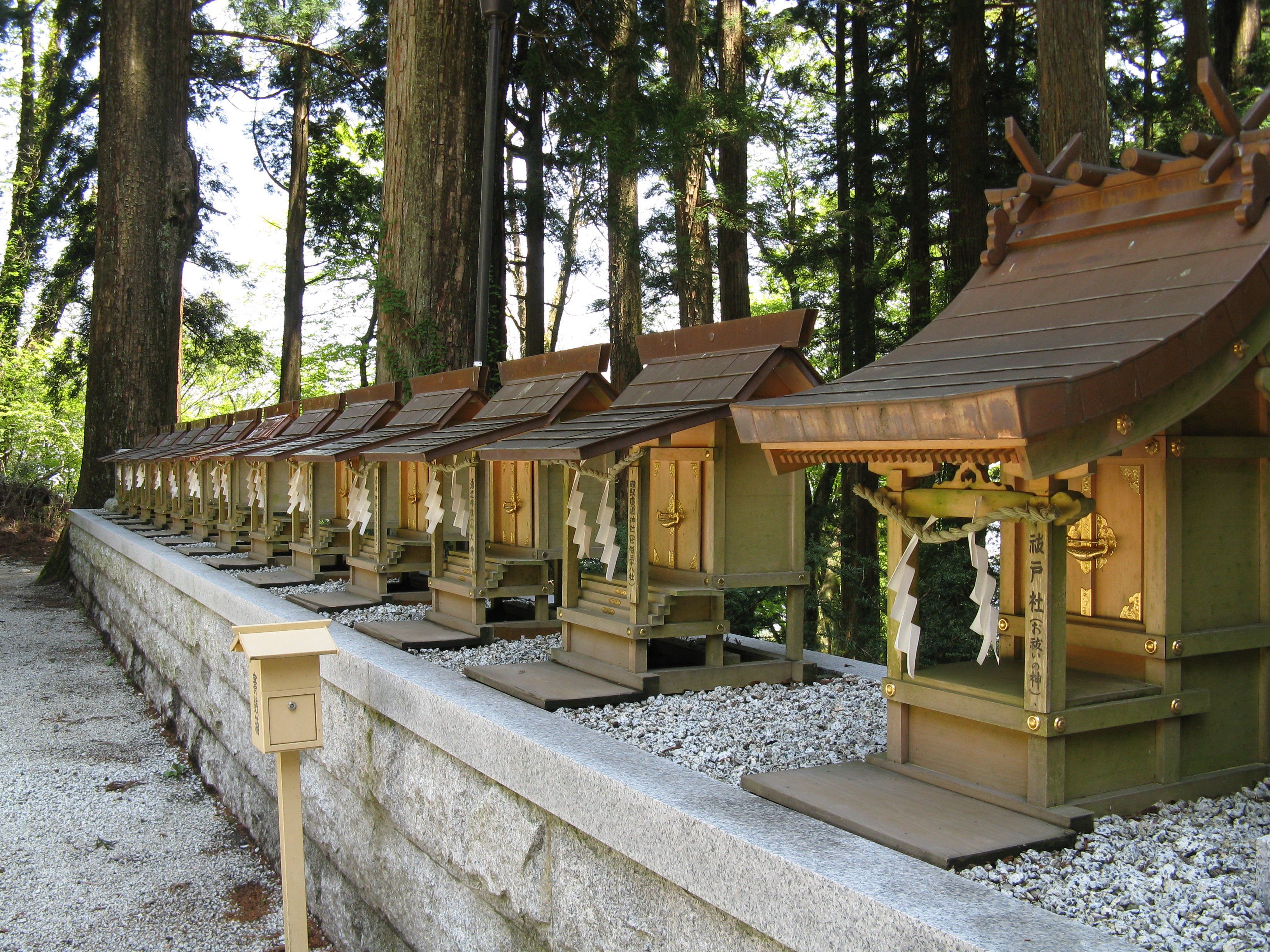
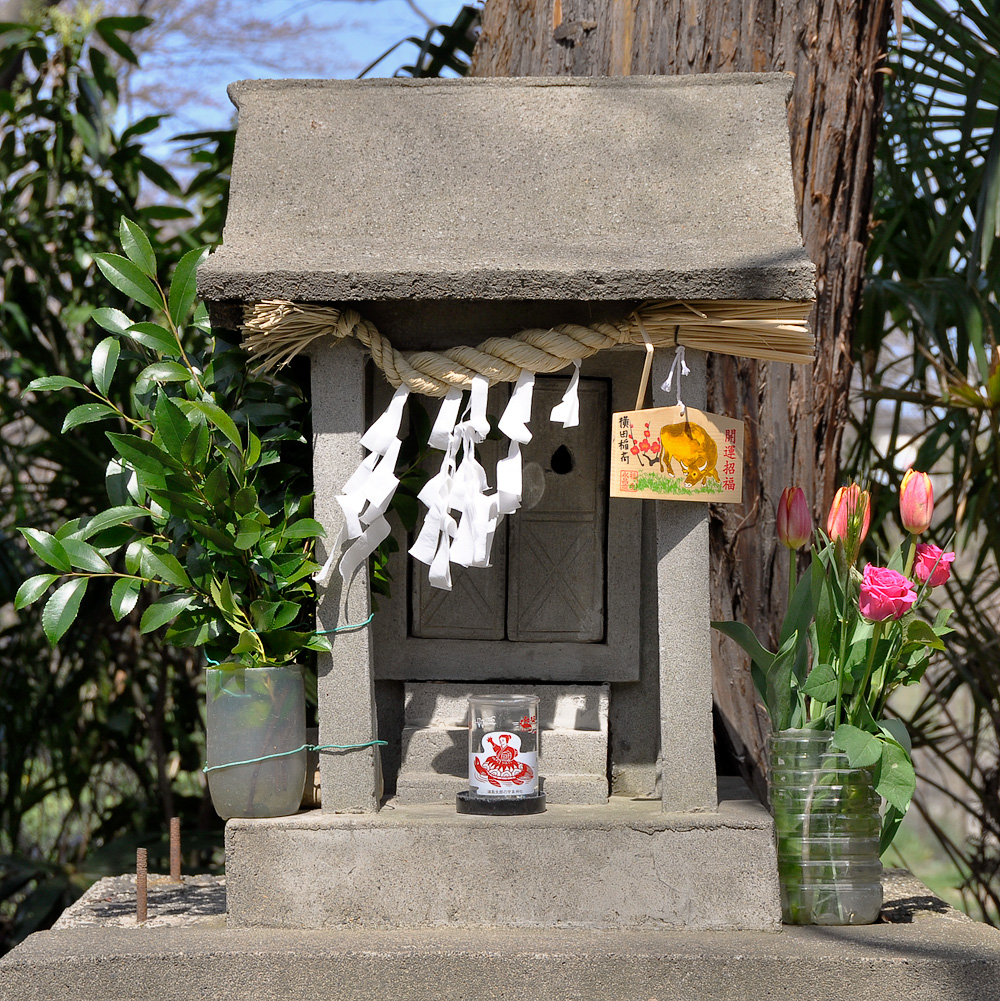
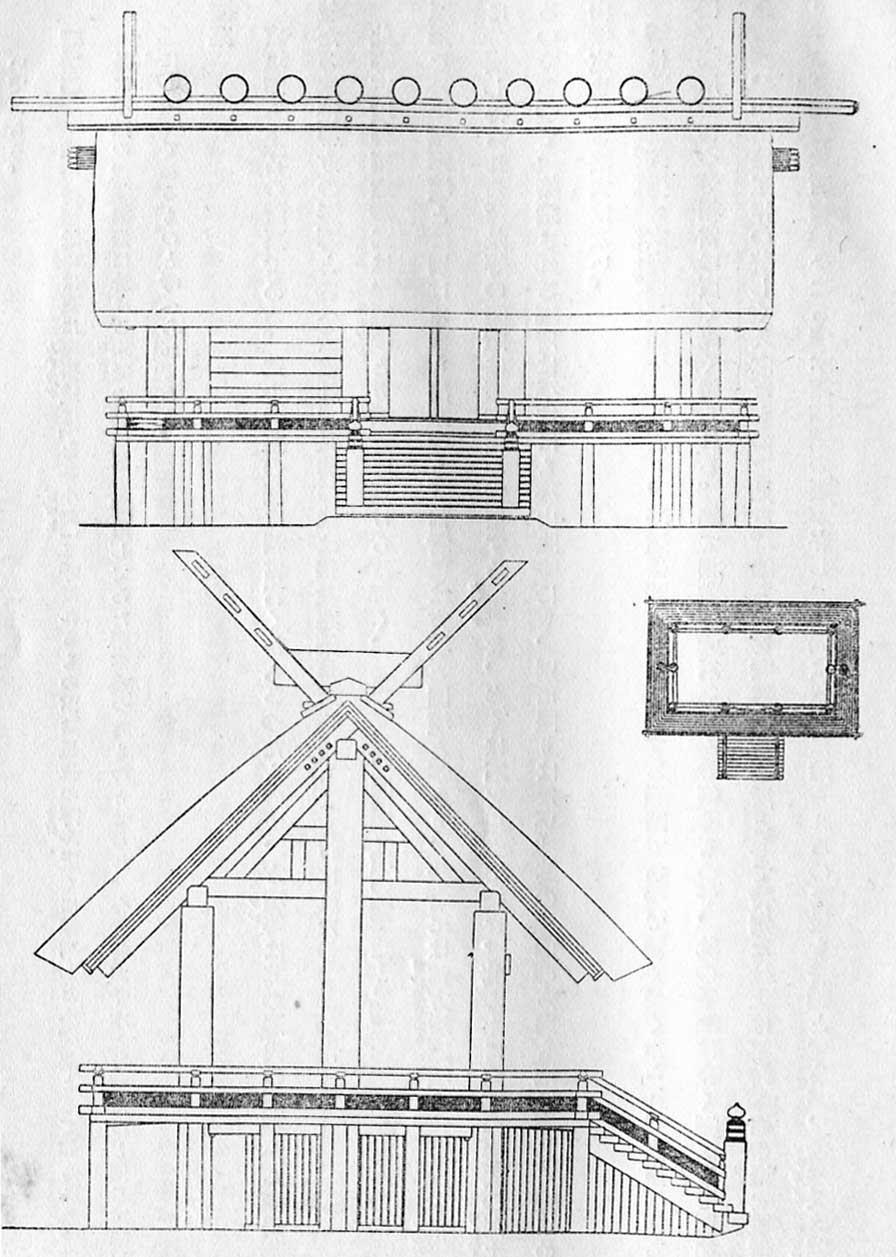
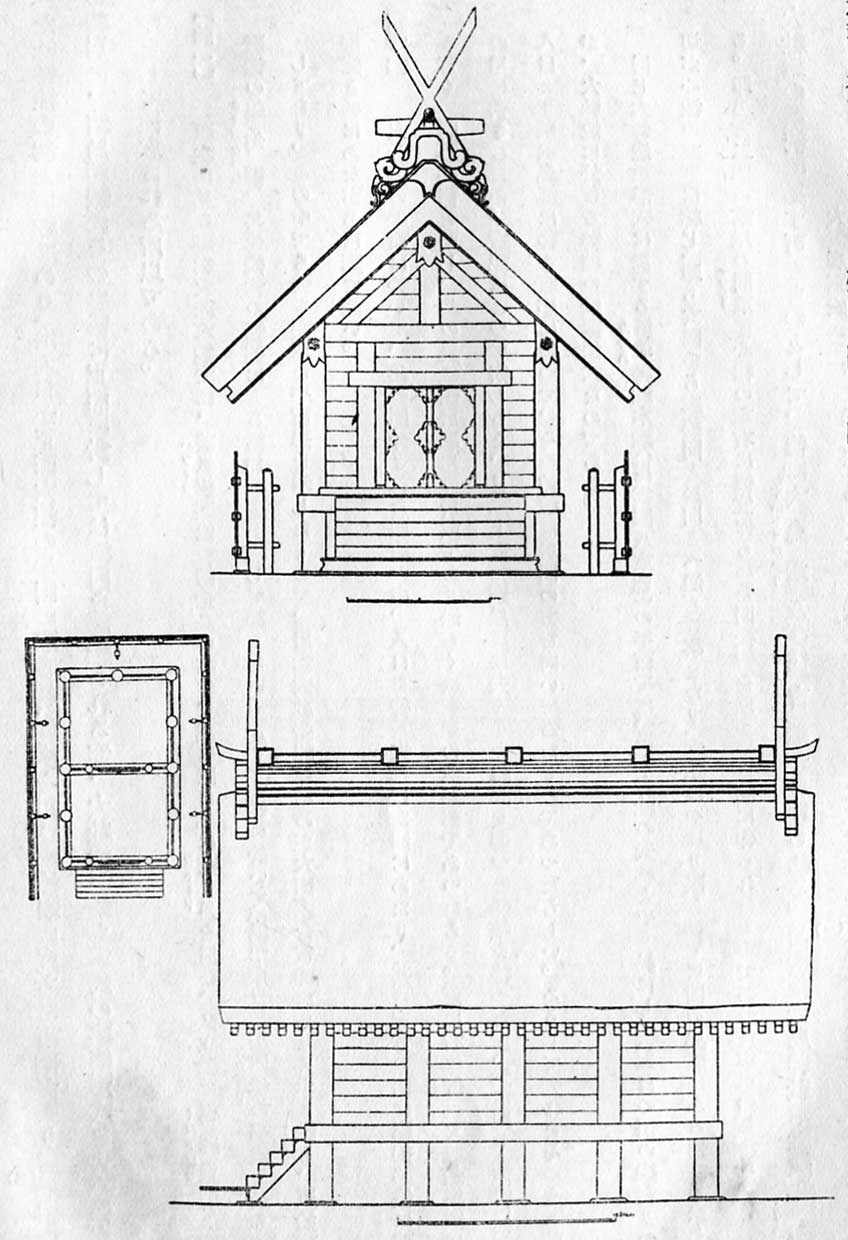
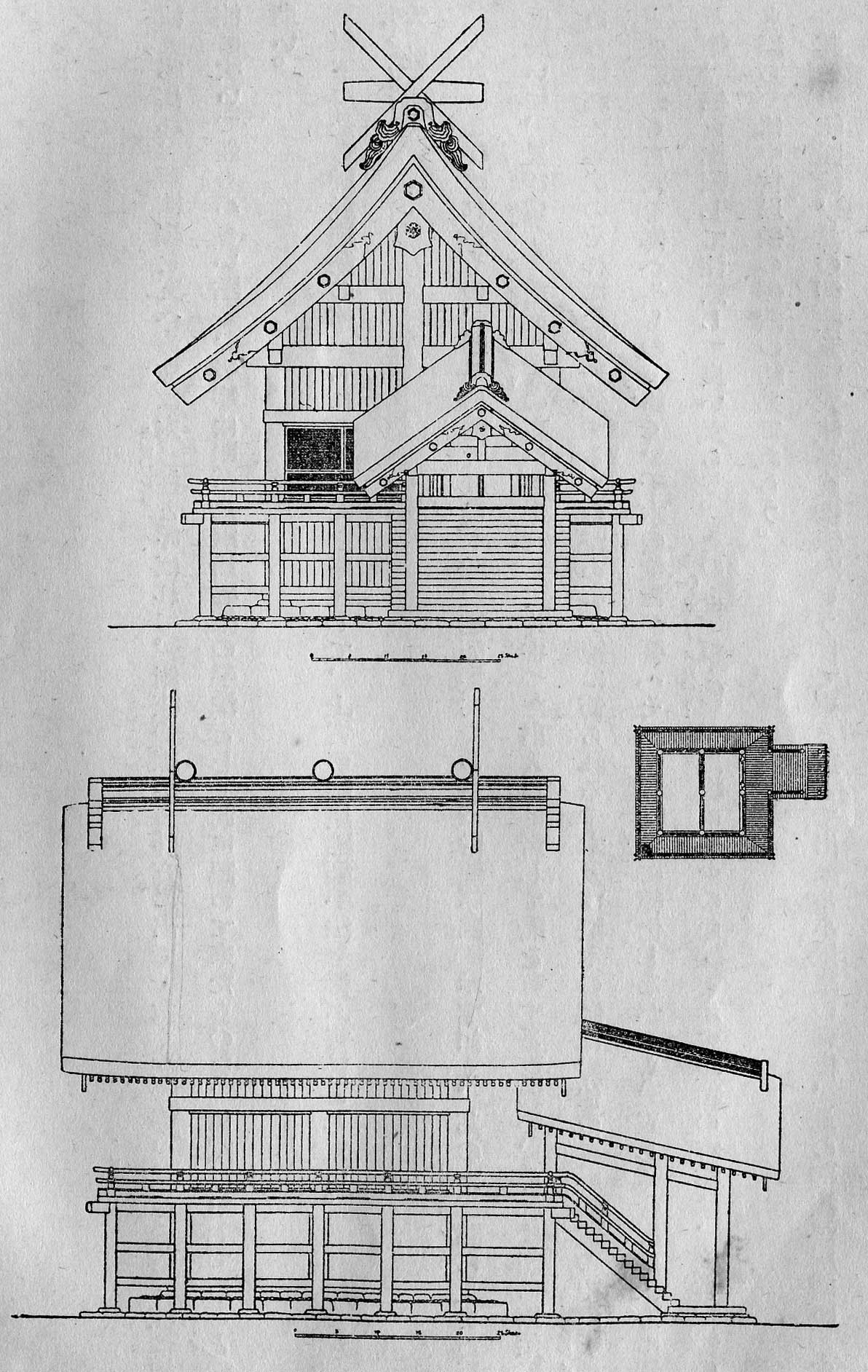